# Американо-камбоджийские отношения
Американо-камбоджийские отношения — двусторонние дипломатические отношения между США и Камбоджей.

## История
За последние несколько десятилетий 20-го века отношения Соединенных Штатов и Камбоджи пережили несколько потрясений. В 1993 году были установлены современные дипломатические отношения после того, как демократически избранное Королевское правительство Камбоджи было сформировано. В ноябре 2012 года президент Барак Обама стал первым действующим президентом США, посетившим Камбоджу во время встречи на высшем уровне глав стран Восточной Азии. Соединенные Штаты сотрудничают с Камбоджей в сфере дальнейшего развития демократических институтов и соблюдению прав человека. Обе страны также стремятся увеличить товарооборот, а также сотрудничают в сфере обеспечения региональной безопасности и развитию здравоохранения. Соединенные Штаты также поддерживают усилия Камбоджи по борьбе с распространением ВИЧ, улучшению пропитания детей, ликвидации торговли людьми и коррупции, а также в привлечении к ответственности действующих лиц режима красных кхмеров (с 1975 по 1979 год).

## Торговля
Экономика Камбоджи до сих пор страдает от последствий десятилетий войны и внутренних беспорядков. Экономика этой страны сильно зависит от доллара США. После того, как у США нормализовались экономические отношения с этой страной в 1992 году, они являются крупнейшим импортёром товаров из Камбоджи (в основном продукции швейной промышленности).

## Послы
- Нонг Кимны (5 — 20 июня 1951, 19 июня — 1 июля 1952)
- Sonn Voeunsai (8 — 11 июня 1970)
- Ум Сим (5 — 14 июня 1973)